# Дезиз ле Маранж
Дезиз ле Маранж (фр. Dezize-lès-Maranges) насеље је и општина у источном делу централне Француске у региону Бургоња, у департману Саона и Лоара која припада префектури Отен.
По подацима из 2011. године у општини је живело 192 становника, а густина насељености је износила 37,65 становника/km². Општина се простире на површини од 5,1 km². Налази се на средњој надморској висини од 305 метара (максималној 520 m, а минималној 270 m).

## Демографија
| 1962. | 1968. | 1975. | 1982. | 1990. | 1999. | 2011. |
| ----- | ----- | ----- | ----- | ----- | ----- | ----- |
| 194   | 230   | 206   | 218   | 206   | 191   | 192   |

График промене броја становника у току последњих година